# Мак Милер
Малком Џејмс Макормик (енгл. Malcolm James McCormick; Питсбург, 19. јануар 1992 — Лос Анђелес, 7. септембар 2018), познатији као Мак Милер (енгл. Mac Miller), био је амерички репер, певач, текстописац и музички продуцент. Каријеру је започео на градској хип хоп сцени Питсбурга, 2007. године. Године 2010. потписао је уговор са независном издавачком кућом Рострум рекордс, која је објавила његове микстејпове K.I.D.S. (2010) и Best Day Ever (2011).
Милеров деби албум Blue Slide Park објављен је 2011. године и постао је први  независно дистрибуирани албум који се нашао на врху америчке музичке листе Билборд 200, од 1995. године. Током 2013. године, потписао је уговор са издавачком кућом REMember Music. Након издавања другог студијског албума 2013. године, под називом Watching Movies with the Sound Off, раскинуо је уговор са Рострум издавачком кућом и потписао уговор са Ворнер брос рекордсом, 2014. године. Ворнер брос објавила је његове албуме GO:OD AM (2015), The Divine Feminine (2016) и Swimming (2018). Албум Swimming је након Милерове смрти номинован за Греми награду за најбољи реп албум. Милер је такође радио као музички продуцент многим музичарима, као и самом себи, под псеудонимом Лари Фишерман (енгл. Larry Fisherman).
Борио се против злоупотребе психоактивних супстанци, што је уједно и наглашавао у песмама.

## Живот и каријера

### Детињство, младост и почетак каријере
Рођен је 19. јануара 1992. године у Питсбургу, Пенсилванија. Син је Карен Мејерс, фотографкиње и Марка Макормика, архитекте. Његова мајка је Јеврејка, а отац хришћанин. Његов брат одгајан је као Јевреј, а Мак је похађао Католичку школу, како би имао шансу да професионално игра амерички фудбал и лакрос. Касније је похађао Винчестер Турстон школу, а завршио Тејлор Алдерис средњу школу.
Био је самоуки музичар, свирао клавир, бубњеве и гитару од шесте године, а реповао од четрнаесте године. Пре него што је кренуо да репује, желео је да постане певач. Током похађања средње школе, фокусирао се на хип хоп каријеру. Првобитно му је уметничко име било Easy Mac и под тим именом је 2007. године објавио микстејп  Од 2009. године користио је псеудоним Мак Милер и објавио микстејпове The Jukebox: Prelude to Class Clown и The High Life. Године 2010. на додели хип хоп награда у Питсбургу, Милер је победио у категорији до 21. године, а спот песме Live Free проглашен је за најбољи хип хип музички спот.

### Афирмисање на сцени и објављивање студијског албума
Милер је потписао уговор са издавачком кућом Рострум рекордс у јулу 2010. године, за коју је објавио микстејп  Председник издавачке куће Рострум упознао је Милера са Виз Калифом. Након објављивања микстејпа K.I.D.S., Милер је привукао пажњу шире јавности, ангажовао се на друштвеним медијима, имао турнеје и концерте.
Пети микстејп под називом Best Day Ever, Милер је објавио у марту 2011. године, а сингл Donald Trump била је његова прва песма која се нашла на америчкој музичкој листи Билборд хот 100, на седамдесет и петом месту, а добила је платинумски сертификат од стране Америчког удружења дискографских кућа. Такође у марту 2011. године, објављен је Милеров ЕП On and On and Beyond и он се нашао на педесет и петом месту америчке листе Билборд 200.
Милеров дебитантски студијски албум Blue Slide Park, објављен је 8. новембра 2011. године, током прве недеље од објављивања продат је у 440.00 примерака,  нашао се на врху листе Билборд 200 и тако постао прво независно издање на овој листи од 1995. године. Са албума су се издвојиле песме Smile Back, Frick Park Market и Party on Fifth Ave., које су се нашле на листи Билборд хот 100, на педесет и петом, шездесетом и шездесет и четвртом месту. Албуму Blue Slide Park додељен је златни сертификат у Сједињеним Државама и Канади.
Микстејп Macadelic, Милер је објавио 23. марта 2012. године. Сингл Loud нашао се на педесет и трећем месту листе Билборд хот 100. Милер је објавио и ЕП You, под псеудонимом Larry Lovestein & The Velvet Revival, 21. новембра 2012. године. Почетком 2013. године основао је издавачку кућу REMember Music, која је радила са музичарима углавном из Питсбурга. Након тога, Милер се појавио у шест епизода ТВ серије Mac Miller and the Most Dope Family.
Други студијски албум под називом Watching Movies with the Sound Off најавио је 26. фебруара 2013. године, а микстејп Run-On Sentences Vol. 1  објавио 4. марта 2013. године. Током марта 2013. године гостовао је на синглу The Way Аријане Гранде, за њен деби албум Yours Truly, а песма се нашла на деветом месту Билборд хот 100 листе и добила троструки платинумски сертификат од стране Америчког удружења дискографских кућа. Студијски албум Watching Movies with the Sound Off објавио је 18. јуна 2013. године, а он је добио углавном позитивне реакције. Албум се нашао на трећем месту листе Билборд 200, а продат је у 102.000 копија током прве недеље од објављивања. На албуму су се нашла три сингла S.D.S, Watching Movies и Goosebumpz.
Мајор Питсбруга, 20. септембра 2013. године укључио је Милеру кључеве града и прогласио тај датум за „Милеров дан”. У сарадњи са Винсом Стаплсом, Милер је продуцирао микстејп Stolen Youth. У октобру 2013. године Милер је објавио микстејп под називом Delusional Thomas, а 17. децембра исте године уживо албум Live from Space.

### 2014—2018
У јануару 2014. године Милеру је истекао уговор са издавачком кућом Рострум рекордс, а 11. маја 2014. самостално је издао свој десети мистејп под називом Faces. Трећи студијски албум GO:OD AM објавио је 18. септембра 2015. године и он се нашао на четвртом месту листе Билборд 200. Албум GO:OD AM и сингл Eeekend који је Милер снимио са певачем Мигелом, добили су златни и платинумски сертификат од стране Америчког удружења дискографских кућа. Милеров четврти студијски албум, The Divine Feminine, објављен је 16. септембра 2016. године, а на њему се налазе песме које су мешавина ритам и блуз, џез и фанк жанра. Албум је углавном добио позитивне критике, а нашао се на другом месту листе Билборд 200 и на првом месту листе Билборд ритам и блуз/хип хоп албума. Милеров пети студијски албум под називом Swimming, објављен је 3. августа 2018. године, добио је позитивне критике и нашао се на трећем месту америчке музичке листе Билборд 200. Након смрти Милера, 7. септембра 2018. године, сингл Self Care нашао се на тридесет и трећем месту листе Билборд хот 100. Албум Swimming номинован је за Греми награду за најбољи реп албум, на 61. додели Греми награда.
Милер је отворено говорио о својој борби са злоупотребом супстанци и депресијом. Био је у дугој вези са списатељицом Номи Лесур, од средње школе до 2016. године, а већина његових песама са микстејпа Macadelic посвећена је њиховој вези. Забављао се са певачицом Аријаном Гранде од августа 2016. до маја 2018. године.
Преминуо је 7. септембра 2018. године, а сахрањен је на гробљу Хомевуд у родном Питсбургу. Утврђено је да је Милер умро од случајног предозирања кокаином, алкохолом и фентанилом.

## Дискографија
Студијски албуми
- Blue Slide Park (2011)
- Watching Movies with the Sound Off (2013)
- GO:OD AM (2015)
- The Divine Feminine (2016)
- Swimming (2018)
- Circles (постхумно) (2020)